# Бабиково (Башкортостан)
Бабиково (баш. Бабик) — деревня в Чишминском районе Республики Башкортостан Российской Федерации. Входит в состав Кара-Якуповского сельсовета. 

## География

### Географическое положение
Расстояние до:
- районного центра (Чишмы): 13 км,
- центра сельсовета (Кара-Якупово): 5 км,
- ближайшей ж/д станции (Чишмы): 13 км.

## Население
| 2002 | 2009 | 2010 |
| ---- | ---- | ---- |
| 147  | ↗167 | ↘153 |

Национальный состав
Согласно переписи 2002 года, преобладающая национальность — башкиры (86 %).